# Ginnastica Romana
{{Squadra sportiva
```
|nome = S.S.D. Ginnastica Romana a r.l.
```

|sport = ginnastica artistica
|detentore altro = 
|nomestemma = Ginnastica romana
|estensionestemma = jpg
|dimensionestemma = 170
|soprannomi = 
|leftarm1 = 
|rightarm1 = 
|shorts1 = 
|socks1 = 
|colori =  Bianco · rosso
|simboli = 
|inno = 
|autore = 
|città = Roma
|nazione =  Italia
|confederazione = 
|bandiera = Flag of Italy.svg
|federazione = FGI
|categoria = Serie A1 GAF e Serie A2 GAM
|annofondazione = 1952
|annoscioglimento = 
|rifondazione = 
|annoscioglimento2 = 
|presidente = Paolo Orlando
|allenatore = 
- GAF: Valeria Beltrame
- GAM: Antonello Compagnoni

```
|impiantogioco = 
Stadio Olimpico
```

|capienza = 
|immagineimpianto = 
|scudetti = 
|titoli nazionali = 
|coppe Italia = 
|supercoppe italiane = 
|coppe nazionali = 
|titoli europei = 
|altri titoli = 
|sito = https://ssd-ginnastica-romana-a-rl.business.site/
}}
La Società Sportiva Dilettantistica Ginnastica Romana a r.l. è una società italiana di ginnastica, di Roma; compete nei campionati italiani di Ginnastica artistica femminile e maschile, sia quelli organizzati dalla FGI (primo tra tutti la Serie A1) che dalla UISP, nonché di Aerobica e Ginnastica per tutti.
Tra le sue file, in oltre sessant'anni di storia, sono passati i più importanti ginnasti e tecnici d'Italia; tra questi: Franco Menichelli (medaglia d'oro al corpo libero nelle Olimpiadi di Tokyo 1964), Roberto Pallotti, Franco Pistecchia, Angelo Manoni, Lorena Coza, Eleonora Rando, Simone Piave e Valerio Andi.

## Storia
La Ginnastica Romana è stata fondata il 27 ottobre 1952, senza risorse economiche né una sede od una palestra propria; proprio per questo gli impianti sportivi di allenamento sono variati nel corso degli anni.

I soci fondatori furono Renato Ambrosi De Magistris, Luciano Bandini, Roberto Bandini, Mario Foglia, Ernesto Fizzarotti, Roberto Galli, Bruno Gasparinetti, Antonio Maresca, Franco Milani, Riccardo Manelli, Corrado Mortera, Lamberto e Nello Picca, Lorenzo Riccardi, Gianluigi, Giovanni e Giuseppe Ulisse, Pietro Vichi.
La Ginnastica Romana fu una tra le prime società a partecipare al campionato italiano di serie A di ginnastica. Trasformatasi poi in polisportiva, fu una delle prime squadre italiane a partecipare al Campionato di Serie A di pallamano, dando anche tre atleti alla nazionale. La Romana è una tra le società che ha fornito più Tecnici Nazionali: Ulisse, Manoni, Menichelli, Pallotti, Pistecchia.
La Ginnastica Romana è stata portatrice di innovazioni nel mondo della ginnastica italiana: il presidente Gianluigi Ulisse negli anni cinquanta fece gareggiare Franco Menichelli al corpo libero indossando i pantaloncini corti al posto dei pantaloni lunghi di colore bianco, per la prima volta al mondo. Nel 1977 la società propose di affiancare i campionati assoluti maschili a quelli femminili, per la prima volta in Italia, presentando gli esercizi maschili alternati a quelli femminili.

### La conquista della serie A1
Nel 2005 la Romana conquista la vittoria della Serie A2 e si qualifica per il campionato di Serie A1. 
Nel 2011 la squadra viene retrocessa, e per due stagioni gareggia in A2.
La stagione 2013 è stata l'anno del ritorno della squadra femminile al campionato di Serie A1. Nella prima tappa di A2, al PalaRossini di Ancona, la squadra composta da Lavinia Marongiu, Giulia Pantaleone, Alice Bernardini, Francesca Ronci ed Annalisa Mastrangelo, ha conquistato il secondo gradino del podio (145,200 punti); nella seconda tappa, al PalaFabris di Padova, la squadra (che ha visto l'esordio di Giulia Pantaleone) ha ottenuto la vittoria (143,850 punti); anche nella terza tappa, a Bari, la Romana ottiene la vittoria con 150,500 punti; l'ultima gara di campionato, al Nelson Mandela Forum di Firenze non vede gareggiare Lavinia Marongiu a causa di un infortunio, e la Romana si classifica al 10º posto. Nella classifica complessiva di campionato, la società ottiene la promozione alla categoria superiore con il secondo posto.
La stagione 2014 vede però la retrocessione in A2, essendosi posizionata al penultimo posto della classifica.

### Presidenti
- 1952: Antonio Maresca
- 1953-1956: Giuseppe Ulisse
- 1957-1967: Giulio Signorelli
- 1968-1970: Giuseppe Loy-Donà
- 1971-1972: Diego Carrassi
- 1973-1976: Giuseppe Loy-Donà
- 1977-1982: Lamberto De Pedis
- 1983-1986: Angelo Manoni
- 1987-2011: Franco Milani
- 2011-: Paolo Orlando[2][3]

## Sedi e impianti sportivi
- 1952-53: Palestra Centro Sportivo Italiano, Lungotevere Flaminio
- 1954-57: Palestra dello Stadio Nazionale
- 1959-62: Palestra dello Stadio Flaminio
- 1963-68: Palestra della S.M.S. Trilussa, via Abate Ugone
- 1968-89: Palestra dell'ISEF, via Napoleone Canevaro
- 1991-: Palestra dello stadio Olimpico[2][3]